# 파라마운트+
파라마운트+(영어: Paramount+)는 바이어컴CBS의 부문 바이어컴CBS 스트리밍이 소유 및 운영하고 있는 OTT 서비스이다.
2014년 10월 28일 CBS 올 액세스(CBS All Access)라는 이름으로 출시된 이 서비스는 2019년 CBS와 바이어컴이 합병된 후 2021년 3월 4일에 현재 이름으로 변경되었다.
2022년 6월 16일, 대한민국의 티빙에 입점하는 형태로 대한민국 진출을 했다. 그 밖에 아시아 시장에 진출 예정이다.